# Māris Kučinskis
Māris Kučinskis (født 28. november 1961 i Valmiera) er en lettisk økonom og politiker (Liepājās Partija), der fra 11. februar 2016 til 23. januar 2019 var landets ministerpræsident. Han blev efterfulgt af Arturs Krišjānis Kariņš.

## Liv og virke
Māris Kučinskis er uddannet økonom fra universitetet i Letland fra 1988. Han var aktiv som lokalpolitiker i Valmiera til han i 2003 blev valgt som medlem af Letlands parlament. I perioden 2004 til 2006 var han minister for regional udvikling og lokal administration.